# La Algaba
La Algaba is een gemeente in de Spaanse provincie Sevilla in de regio Andalusië met een oppervlakte van 18 km². In 2007 telde La Algaba 14.064 inwoners.

## Demografische ontwikkeling
Bron: INE; 1857-2011: volkstellingen